# Жупечя Вас
Жупечя Вас (словен. Župečja vas) — поселення в общині Кидричево, Подравський регіон‎, Словенія.